# توني لوبيز
توني لوبيز (بالإنجليزية: Tony Lopez)‏ (24 فبراير 1963 بساكرامنتو في الولايات المتحدة - ) هو ملاكم أمريكي، صنّف ضمن فئة وزن الريشة السوبر ‏.

## إحصائيات
خاض خلال مسيرته 59 نزالا، فاز في 50 وتعادل في 1 وخسر في 8. فاز بالضربة القاضية في 34 نزالا.

## روابط خارجية
- توني لوبيز على موقع بوكس ريك (الإنجليزية) (registration required)
- توني لوبيز على موقع قاعة كاليفورنيا للمشاهير الرياضية (الإنجليزية)